# The Speakers
Los Speakers, también conocidos como "The Speakers", fue una banda pionera del rock de Bogotá, Colombia, en la década de los sesenta. Por abrir los caminos de la industria discográfica de la llamada "Música moderna" y de "Nueva ola", por su exploración de la interpretación instrumental del género y por su interés por la experimentación y la autogestión, es considerada una banda fundamental en la historia del rock colombiano, junto a Los Flippers, Los Young Beats, Los Yetis y Los Ampex.
Fundada entre 1963 y 1964, como muchos otros grupos de jóvenes de la época, su estilo musical se caracterizó por la reinterpretación, adaptación y creación a partir de la estética y el sonido del pop rock, el rock anglosajón y norteamericano, y la canción de la nueva ola latinoamericana: con un formato de cuarteto de guitarras, teclados, bajo y batería, interpretaban composiciones propias y versiones en español e inglés de clásicos de Los Beatles, Los Animals, Bob Dylan, Los Rolling Stones, The Dave Clark Five, The Hullaballoos, Gerry and the Pacemakers, The Ivy League, The Byrds, The Trashmen, entre otros. Según el musicólogo Egberto Bermúdez, "al contar con un integrante español el grupo también incluyó canciones de grupos españoles como Los Relámpagos, Los Brincos y Los Pekenikes". Antes de su separación, a finales de 1968, también incursionaron en la experimentación estilística e instrumental propia del rock psicodélico, particularmente con uno de sus discos insignia: "Los Speakers en el maravilloso mundo de Ingesón" (1968).
Aunque a lo largo de su historia contó en sus filas con diferentes músicos, el grupo tuvo siempre como integrantes de base al español Rodrigo García y al colombiano Humberto Monroy. En sus dos últimos discos, se vinculó el baterista italiano Roberto Fiorilli, quien, como sus compañeros, formaría posteriormente importantes proyectos musicales en Colombia y en Europa. Con la salida de Rodrigo, en 1967, Los Speakers terminarían disolviéndose un año después, dejando en la historia siete álbumes de larga duración (LP), cuatro extended play (EP) y un sencillo.
A nivel local, la banda fue reconocida como una de las más populares en el circuito de "música moderna" de la ciudad, y, hoy en día, su importancia es recordada y documentada por escritores, periodistas y melómanos en diferentes trabajos de investigación sobre el desarrollo del rock en el continente.

## Historia
El nacimiento de Los Speakers es el resultado de la fusión de dos grupos amigos: “Los Dinámicos” (1961 - 1964), integrado por Fernando Latorre, Alfredo Besoza y Humberto Monroy; y "Los Electrónicos", integrado por Luis y Edgar Dueñas, hijos del compositor Luis Dueñas Perilla. Sus integrantes fundadores fueron el español Rodrigo García (guitarras, teclados y voz) y los colombianos Humberto Monroy (bajo y voz), Fernando Latorre (batería), Oswaldo Hernández (guitarra y voz) y Luis Dueñas (guitarra y voz). Con esta formación telonearon en 1964 al músico mexicano Enrique Guzmán, quien estaba de visita en Bogotá para tocar en "La bomba", y empezaron a ser reconocidos como "Los Beatles" colombianos. El auge de la banda fue el comienzo de la llamada era "Ye Ye" y "Go Go" en la historia de la música colombiana, nombre que recibió el movimiento que reunió músicos y público amante de este tipo de ritmos, y en donde se reconocen como los primeros representantes, junto a Brando Ortiz, Los Rebeldes y Los Danger Twist.

### The Speakers (1966)
Con el impulso del medio "Radio 15", y la organización de algunos conciertos públicos, Los Speakers firmaron con el Sello Vergara y grabaron su primer álbum en 1966, cuya portada es recordada por tener una fotografía del grupo en la estación de La Sabana, en Bogotá, vestidos de paño negro, corbata y chaleco a la manera de The Beatles. Al respaldo, además, se encontraba una fotografía de la mitad de las caras de Rodrigo García, Humberto Monroy, Oswaldo Hernández, Luis Dueñas y Fernando Latorre.
Gracias al impulso de su promotor discográfico Édgar Restrepo Caro, acordaron con la familia uruguaya D'Piagio, dueña de un pequeño grill llamado La Gioconda, ubicado en Chapinero, en el pasaje del Libertador, en la calle 63 entre la carrera 13 y la Avenida Caracas, considerada como la primera discoteca juvenil de la ciudad, para que la banda ensayara y tocara allí todas las tardes de los fines de semana en las llamadas "cocacolas bailables".
La disquera Vergara, por su parte, acostumbrada a la edición de rancheras y boleros, vio la posibilidad de abrir un nuevo mercado en la industria musical del país, y el resultado es un disco que, a comienzos del siglo XXI, es considerado como fundacional para el desarrollo del género en el país, con canciones como "Tendrás mi amor", de Humberto Monroy, y varios covers de grupos norteamericanos y británicos.
Según el musicólogo Egberto Bermúdez, "un aspecto notable de la historia de The Speakers a través de sus diferentes momentos fue la ausencia de un productor o director musical", pues sus producciones fueron guiadas por sus propios gustos musicales, concentrándose primero en el surf norteamericano y el sonido inglés (Merseyside beat)
La cara A del disco comienza con la canción "El golpe del pájaro", su primer éxito, y un cover del tema "Surfin' Bird" de The Trashmen. El grupo interpreta con un gutural estilo propio el ritmo y la letra de este tema clásico del estilo Surf-rock. Sobresale la manera de cantar de Luis Dueñasy el acompañamiento en coros de los otros tres miembros del grupo.La cara continúa con "Did you ever", de los Changin' Times en versión castellanizada y beat, y "Tendrás mi amor", compuesto por Humberto Monroy y Rodrigo García, con notables armonías vocales, la instrumental "Ciudad sumergida", compuesta por el grupo español de Los relámpagos, en donde destaca Luis Dueñas como guitarrista, y "I need you", cover de George Harrison en The Beatles, cantada por Rodrigo García, en una versión en español, probablemente adaptada por Humberto Monroy, quien años después mostraría su capacidad para adaptar letras al castellano con "How Can I Tell You", de Cat Stevens, uno de sus hits en Génesis, su grupo de los años setenta. Esta primera cara cierra con otro tema de Los relámpagos, y el instrumental "El twist de los siete hermanos", en donde Rodrigo García y Fernando Latorre, en el órgano Hammond y la batería, muestran sus swing.
La cara B presenta los temas "Puedes ver que ella es mía" (cover de "Can't You See That She's Mine", de los Dave Clark Five), "El rey del surfin" (otro cover de The Trashmen, en la voz de Luis Dueñas), una versión adaptada al español de "Every Little Thing, de Los Beatles, "Dona dona", una canción de teatro ídish ("que llegó a Los Speakers quizás vía Donovan"), y "La Bamba", en la voz de Monroy y con un guiño a "Twist and Shout", que le valieron su primer disco de oro. Además, hay dos temas originales de Los Speakers, la balada "Tendrás mi amor", con una especial intervención de García en el tiple, y "M.S.63-64", una marcha de pop instrumental interpretada en pianifás (un piano con cuerdas modificadas) y armonio, acreditada a Rodrigo García, que resalta por no incluir ni letra ni voz, práctica poco común en los álbumes del género hasta el momento.
El trabajo impactó por su calidad musical, ganó un disco de oro por ventas "y fue recibido con tanto entusiasmo entre los aficionados que Eduardo Calle, dueño del sello Discos Bambuco, les ofreció a Los Speakers un contrato discográfico para grabar tres trabajos de larga duración" en los que fueron desarrollando su estilo como grupo y como intérpretes solistas.

### La casa del sol naciente (1967)
El segundo disco, llamado "La Casa del Sol Naciente", fue uno de sus mayores éxitos, pues recibió el apoyo de la prensa, la disquera organizó sesiones de lanzamiento y firmas de discos en tiendas y recibió el reconocimiento del disco de oro por ventas de 15.000 copias. Según Egberto Bermúdez, "en cuanto a su popularidad, este es el momento más alto de la carrera del grupo si tenemos en cuenta que ninguna de las producciones anteriores ni posteriores contó con este tipo de publicidad". Fue grabado para la disquera “Bambuco" y en él aparecen versiones de canciones como "Satisfacción" de Los Rolling Stones, Day Tripper de Los Beatles, Roll Over Beethoven de Chuck Berry y la versión en español del clásico de The Animals que da nombre al disco: "The House of the Rising Sun". Este fue el momento de mayor popularidad del grupo, pues la prensa registra varias presentaciones en vivo en discotecas de Chapinero, como La Bomba, en cuyo "promocionado escenario giratorio", inaugurado en octubre de 1966, Los Speakers actuaron "casi sin interrupción desde noviembre de 1966 hasta junio de 1967 alternando con otros grupos nacionales y unos pocos extranjeros".

### Tuercas, Tornillos y Alicates (1967)
El primer cambio en la formación del grupo se produjo con la salida del baterista Fernando Latorre, lugar que ocupó Edgar Dueñas (hermano de Luis Dueñas) proveniente de Los Flippers (segundo grupo de mayor popularidad en el país en ese momento). Con él grabarían, para la disquera Bambuco, el tercer álbum: "Tuercas, Tornillos y Alicates", que por sus ventas conseguiría el disco de oro y que incorpora versiones del repertorio de folk−pop−rock, influenciados por la escucha de The Byrds, y, también por The Rolling Stones. Resalta la composición "Niebla", de Humberto Monroy, por su instrumentación (una guitarra fuzz-distorsionada) y por la inclusión de efectos de sonido (como el súbito freno de un vehículo). Según Egberto Bermúdez, "el pop colombiano –y tal vez el latinoamericano− no contaban con nada similar hasta ese momento".
La portada y el diseño gráfico del disco fueron realizados por el fotógrafo colombiano Hernán Díaz.

### The Speakers IV (1968)
A partir de 1967, se retiran del grupo, debido a conflictos internos y al deseo de otras formas de vida, Oswaldo Hernández y Edgar Dueñas, ocasionando también la salida de su hermano Luis. Queda así el grupo con tan sólo dos integrantes, Monroy y García, que deciden buscar nuevos elementos para abrir una nueva etapa con Óscar Lasprilla (Guitarrista) y Roberto Fiorilli (Baterista), provenientes de The Time Machine. Nace para Bambuco el cuarto álbum: "Los Speakers", que traía composiciones originales, tres por cada integrante y que los llevó a una gira internacional por Quito, Ambato y Guayaquil, Ecuador que duró tres meses.

### En el maravilloso mundo de Ingesón (1968)
De regreso a Colombia, luego de la gira, Óscar decide probar suerte en Europa y deja la banda. Ahora convertidos en un trío, García, Fiorilli y Monroy comenzarán a desarrollar un proyecto musical diferente, uno que ellos consideran más ambicioso, artístico y conceptual, inspirado en Sgt. Pepper's Lonely Heart Club Band, de The Beatles, con un cuidado concepto gráfico, un novedoso libro de fotografías con comentarios de escritores y dibujos de artistas gráficos. Manuel Drezner, propietario de los Estudios Ingesón (ubicados en la carrera 7a con calle 22 de Bogotá), les ofreció los equipos de última generación del estudio. Allí, durante varias noches y madrugadas grabaron sus canciones, desarrollando su proceso de búsqueda y experimentación con nuevos sonidos a cambio de incluir el nombre del estudio en el título. El disco, finalmente, aparece en 1968: "Los Speakers en el maravilloso mundo de Ingesón".
Además de ser su último trabajo discográfico, por su carácter conceptual y su búsqueda estética psicodélica y experimental, es considerado nacional e internacionalmente como emblemático de la contracultura y único para la época. Luego de su lanzamiento, el grupo se desintegra, pues Rodrigo García decide volver a su país de origen, Fiorilli y Monroy se dedican a otros planes musicales (Siglo Cero y Columna de Fuego).

### Otras colaboraciones
Los Speakers acompañaron a otros artistas del Sello Vergara, dejando algunas grabaciones bajo otro nombre. Para el cantante Pipo en su EP de 1964 aparecen como Los Monjes Locos y para la cantante Nubia Palacio grabaron 3 volúmenes con el nombre de Los Angeles, uno de ellos llamado Música bailable para enamorados, editado por Discos Bambuco. En 1968 Los Speakers componen la instrumental: "Casi un extraño" tema principal de la telenovela del mismo nombre, junto a otros dos temas.

## Pionera en...
Esta agrupación fue la más popular de su género en la década de 1960. Se le considera pionera en los siguientes aspectos del género:
- Primer álbum que logró ser exitoso en los medios, disco de oro (1965)
- Primer disco de platino por ventas de 15000 copias (1965)
- Primera gira internacional en Ecuador (1967)
- Primer álbum de canciones completamente originales (1967)
- Primer álbum hecho de manera independiente en el país, (Producciones Kriss) (1968)
- Primer álbum conceptual: En el maravilloso mundo de Ingesón (1968)[28]

## Reconocimientos
En sus diferentes fases, el grupo dejó en un legado de aportes musicales que contribuyeron de manera significativa a fundar la historia del Rock en Colombia. Gracias a sus discos pioneros, Los Speakers son consideradas una banda insignia de los sesenta en América Latina. 
Sus álbumes "The Speakers" (Sello Vergara), de 1965, y "Tuercas, Tornillos y Alicates", de 1966, obtuvieron la certificación de oro, mientras que su segunda placa, "La Casa del Sol Naciente", obtendría la certificación de platino, convirtiéndose así en las primeras publicaciones de Rock en Colombia que lograron tal distinción.S 
Además de la aclamación del público, la banda recibió buenas críticas en los medios de comunicación, particularmente por su último álbum "En el maravilloso mundo de Ingesón", que ha sido considerado una de las primeras manifestaciones de la experimentación musical influenciada por la psicodelia en Latinoamérica en medios como Rate Your Music y la revista Rolling Stone, en su edición colombiana, que lo ubicó, en 2016, en el puesto #15 de 25 grandes discos colombianos.

## Integrantes

### Primera formación (1965 - 1967)
- Rodrigo García (n. 1947 - ) - Guitarra líder (1964-1969)
- Humberto Monroy (n. 1944 - † 1992)  - Bajo - Voz (1964-1969)
- Fernando Latorre (n. 1944 - † 2012)  - Batería (1964-1966)
- Oswaldo Hernández - Guitarra - Voz (1964-1967)
- Luis Dueñas (n. ? - † 1978) - Guitarra - Voz (1964-1967)

### Segunda formación (1967)
- Rodrigo García - Guitarra líder (1964-1969)
- Humberto Monroy † - Bajo - Voz (1964-1969)
- Oswaldo Hernández - Guitarra - Voz (1964-1967)
- Luis Dueñas † - Guitarra - Voz (1964-1967)
- Edgar Dueñas (n. ? -  † 1999) - Batería (1966-1967)

### Tercera formación (1968)
- Rodrigo García - Guitarra líder (1964-1969)
- Humberto Monroy † - Bajo - Voz (1964-1969)
- Roberto Fiorilli (n. 1944 - ) - Batería (1967-1968)
- Óscar Lasprilla (n. 1948 - ) - Guitarra - Voz (1967)

### Cuarta formación
- Rodrigo García - Guitarra líder (1964-1969)
- Humberto Monroy † - Bajo - Voz (1964-1969)
- Roberto Fiorilli - Batería (1967-1969)

## Discografía

### Álbumes de estudio
- The Speakers - Sello Vergara - 1966
- La Casa del Sol Naciente - Discos Bambuco -  1966
- Tuercas, Tornillos y Alicates – Discos Bambuco - 1967
- Los Speakers – Discos Bambuco – 1968
- En el maravilloso mundo de Ingesón – Producciones Kris - 1968

### Sencillos y EP
- Pipo con los Monjes Locos - Sello Vergara - 1964[3]
- The Speakers - Sello Vergara - 1966
- Milo A Go-Go - Discos Bambuco - 1966
- Los Speakers - Discos Bambuco - 1966

### Reediciones y recopilatorios
- En el maravilloso mundo de Ingesón – Polydor (México) - 1969
- The Speakers + The Beat Boys - El cocodrilo (España) [No oficial] - 1987
- En el maravilloso mundo de Ingesón – Angle (Inglaterra) [No oficial] - 1993
- En el maravilloso mundo de Ingesón – Salga el sol - 2007
- Antología de... Los Speakers - Sonotec / Bambuco - 2008
- En el maravilloso mundo de Ingesón – Shadoks (Alemania) - 2013
- En el maravilloso mundo de Ingesón – Munster Records (España) - 2022